# Phantasmagoria (album, Curved Air)
Phantasmagoria je třetí studiové album anglické rockové skupiny Curved Air. Jeho převážná část byla nahrána ve studiu Advision v Londýně, s výjimkou dvou písní, jejichž nahrávky vznikly v londýnském studiu E.M.S. Spolu se členy skupiny se na jeho produkci podílel Colin Caldwell. Album vydala v dubnu 1972 společnost Warner Bros. Records a umístilo se na dvacáté příčce britské hitparády.

## Seznam skladeb
1. Marie Antoinette – 6:20
2. Melinda (More or Less) – 3:25
3. Not Quite the Same – 3:44
4. Cheetah – 3:33
5. Ultra-Vivaldi – 2:22
6. Phantasmagoria – 3:15
7. Whose Shoulder Are You Looking Over Anyway? – 3:24
8. Over and Above – 8:36
9. Once a Ghost, Always a Ghost – 4:25

## Obsazení
Curved Air
- Sonja Kristina – zpěv, kytara
- Darryl Way – housle, klávesy, trubicové zvony, meloun
- Francis Monkman – klávesy, kytara, perkuse
- Mike Wedgwood – baskytara, kytara, perkuse, doprovodné vokály
- Florian Pilkington-Miksa – bicí, perkuse

Ostatní hudebníci
- Annie Stewart – flétna
- Crispian Steele-Perkins – trubka
- Paul Cosh – trubka
- James Watson – trubka
- George Parnaby – trubka
- Chris Pyne – pozoun
- Alan Gout – pozoun
- David Purser – pozoun
- Steve Saunders – pozoun
- Frank Ricotti – xylofon, vibrafon
- Mal Linwood-Ross – perkuse
- Colin Caldwell – perkuse
- Jean Akers – perkuse
- Doris the Cheetah – zpěv